# Alianza Progresista Unida
La Alianza Progresista Unida (APU) fue una coalición política de partidos oficialistas en India. Es encabezada por el Congreso Nacional Indio (CNI), que es actualmente el segundo partido político más grande en el Lok Sabha (casa del pueblo), la cámara baja del Parlamento de India. El primer ministro de India, Manmohan Singh, y el Consejo de Ministros están ocupados por militantes de la APU. La presidenta del CNI, Sonia Gandhi, es la portavoz de la Alianza.